# Ludzie miasta
Ludzie miasta (ang. City Hall) – amerykański film z 1996 w reżyserii Harolda Beckera.

## Główne role
- Al Pacino – burmistrz John Pappas
- John Cusack – Kevin Calhoun
- Bridget Fonda – Marybeth Cogan
- Danny Aiello – Frank Anselmo
- Martin Landau – Judge Walter Stern
- David Paymer – Abe Goodman
- Anthony Franciosa – Paul Zapatti
- Richard Schiff – Larry Schwartz
- Lindsay Duncan – Sydney Pappas
- Nestor Serrano – detektyw Eddie Santos
- Mel Winkler – detektyw Holly
- Lauren Vélez – Elaine Santos
- Chloe Morris – Maria Santos
- Ian Quinlan – Randy Santos
- Roberta Peters – Nettie Anselmo